# Oda Schottmüller
Oda Schottmüller (née le 9 février 1905 à Posen et morte le 5 août 1943 à Charlottenburg-Nord, Berlin) est une danseuse expressionniste, sculptrice et designeuse de masques allemande. Oda Schottmüller participe à la résistance allemande contre le nazisme au sein du groupe Orchestre rouge (Rote Kapelle). Elle est condamnée pour trahison et guillotinée le 5 août 1943 à la prison de Plötzensee avec Hilde Coppi, Adam Kuckhoff et Maria Terwiel.

## Biographie
Oda Schottmüller est la fille de Kurt Schottmüller (de), archiviste, et Dorothea Stenzler, la petite-fille de l'historien Konrad Schottmüller (de) et la nièce de l'historienne de l'art Frida Schottmüller (de), .
En 1906, la famille Schottmüller déménage à Danzig où Kurt Schottmüller est muté aux archives de l'État. Un an plus tard, la mère, Dorothea Schottmüller souffre d'une grave maladie nerveuse et séjourne en sanatorium jusqu'en 1912. Après quoi, elle retourne chez ses parents à Berlin. Avec une mère absente, Oda est élevée par son père, qui dispose de revenus limités en raison des frais occasionnés par les traitements de sa femme et la guerre. En août 1919, quand Oda Schottmüller a quatorze ans, son père meurt. La tante d'Oda Schottmüller, Frida Schottmüller devient sa tutrice légale. Les deux vivent à Berlin jusqu'en 1922,,.
Oda Schottmüller rencontre des difficultés dans l'enseignement officiel, sa tante Frida Schottmüller finance alors ses études dans l'école Odenwald à Heppenheim. De 1922 à 1924, elle y prépare son Abitur, l'examen de fin d'études secondaires. Elle y  rencontre le futur écrivain Klaus Mann et lie une longue amitié avec lui. Dans son autobiographie, Je suis de mon temps, (Kind dieser Zeit), il la décrit comme « grotesque et très douée, avec un visage mongol étrangement court [...] Elle pouvait exécuter des danses fantastiques et grossières ; elle pouvait dessiner et peindre tout aussi fantastiquement et grossièrement. Sur leurs feuilles s'élevaient des fantômes de bouteilles, des serpents, enroulés autour d'arbres tordus. Souvent, elle était mue par une silencieuse tristesse, souvent par une sautillante envie de danser. ».
Elle passe finalement son Abitur en 1924,. Après cela, sous la pression de la famille, elle suit une formation artistique et artisanale. De décembre 1924 à mi-1925, elle apprend le dessin et le modelage à l'école des arts appliqués de Pforzheim ainsi que diverses techniques de fabrication de bijoux et d'objets usuels, dont l'émaillage, puis la poterie et l'émaillage à la Kunstgewerbeschule de Francfort jusqu'en 1926,
Son travail de cette époque, Mädchenakt mit Tuch, est maintenant à la Galerie nationale de Berlin. 
Elle doit attendre 1928 et sa majorité pour réaliser son rêve. Elle étudie la danse à l'École de danse artistique moderne de Berlin avec la professeure de danse et chorégraphe allemande Vera Skoronel (en) et la professeure de danse suisse Berthe Trümpy. Au studio de danse, elle rencontre Fritz Cremer, le sculpteur qui est aussi directeur occasionnel de l'école et devient plus tard membre du groupe de discussion dirigé par Harro Schulze-Boysen.
Parallèlement, elle étudie également la sculpture avec Milly Steger à l'Association des artistes de Berlin et, plus tard, à l'école de Johannes Itten.

## Carrière
En 1931, après avoir réussi l'examen de gymnastique et d'éducation physique, elle rejoint le théâtre Volksbühne de Berlin en tant que danseuse. Au début des années 1930, elle conçoit des costumes et des masques en bois qu'elle porte dans ses chorégraphies.
Le 15 janvier 1933, Adolf Hitler devient chancelier en Allemagne et les nazis accèdent au pouvoir. À partir de septembre 1933, les danseurs doivent s'inscrire auprès de la Chambre de la culture du Reich. Le type de danse expressive et expérimentale qu'Oda Schottmüller pratique sous la République de Weimar étant désormais interdit, elle choisit de ne pas s'inscrire.
Son premier spectacle de danse solo est organisé en mars 1934 au théâtre du Kurfürstendamm. Son style s'inspire de la danse expressionniste ou Ausdruckstanz des années 1920 et combine masques et costumes. Tout au long des années 1930, son travail artistique, danse comme sculpture, est accueilli favorablement par la critique. Une photographie de sa sculpture, Dancer, probablement en plâtre, est reproduite dans la Deutsche Allgemeine Zeitung. La statue, un nu féminin, probablement en plâtre, présente une influence expressionniste, mais suffisamment peu marquée, pour passer la censure du régime national-socialiste.
À partir de 1934, elle se produit régulièrement en public en tant que soliste avec des chorégraphies souvent tragiques. À l'aide de masques et de costumes impressionnants, elle se transforme en figures mythologiques et aborde les questions sociales dans ses chorégraphies.
En août 1936, elle participe à sa première performance de groupe en tant que danseuse aux Jeux olympiques d'été de 1936. Le spectacle est dirigé par l'Orchestre philharmonique de Berlin dans le théâtre en plein air Dietrich Eckart de 20 000 places, aujourd'hui appelé Waldbühne,.
En octobre 1937, la Chambre de la culture du Reich oblige Oda Schottmüller à remplir une candidature et à suivre un cours de "danse allemande". Elle refuse et envoie des critiques écrites au sujet de son travail au ministère, ce qui semble le satisfaire. En février 1938, on lui propose de danser au théâtre Volksbühne dans l'Heure de la danse, un spectacle destiné à présenter de jeunes et nouveaux danseurs exécutant la danse allemande. Pour satisfaire les nazis, elle renomme ses masques la Suite allemande et les danses de performance avec des noms comme L'Ange de la consolation et L’Étranger.
À l'automne 1938, Oda Schottmüller rencontre le compositeur allemand Kurt Schwaen (en). Ils travaillent ensemble au développement de nouvelles danses pour lesquelles il compose la musique.
Quelques semaines avant son arrestation en 1940, une page entière sur le travail d'Oda Schottmüller paraît dans le magazine Die junge Dame (La jeune dame) qui loue son travail.
Le 11 novembre 1941, elle donne sa dernière représentation publique dans la prestigieuse salle Beethoven sur Köthener Straße, utilisée par l'orchestre philharmonique de Berlin. Le 6 décembre 1941, elle part en tournée pour trois mois aux Pays-Bas et en France pour la Wehrmacht.
Bien que sa pratique artistique d'Oda Schottmüller ne soit pas conforme aux lignes officielles du 3e Reich, elle ne lui cause pas de problèmes politiques et échappe aux sanctions. Elle ne participe à aucune des grandes expositions de "l'art allemand"  et ses chorégraphies excentriques n'entrent dans aucune catégories. On ne saura jamais si le public la considère comme subversive ou si elle-même exprime des idées politiques dans son art. Son arrestation n'est en tout cas pas liée à sa pratique artistique.

## Orchestre Rouge
En 1935, sa relation avec le sculpteur Kurt Schumacher, rencontré dans l'atelier de Fritz Cremer, la met en contact avec le cercle d'amis et de résistants berlinois qui se réunit autour de Harro Schulze-Boysen.
Il semble qu'Oda Schottmüller ait profité de ses voyages pour transmettre des messages entre les groupes de l'Orchestre Rouge et que son appartement ait servi à la reproduction des tracts. Peu d'information sont cependant disponibles sur l'étendue des activités de résistance du groupe, les documents relatifs à leurs interrogatoires ayant été perdus et la plupart des membres du réseau assassinés.

## Arrestation

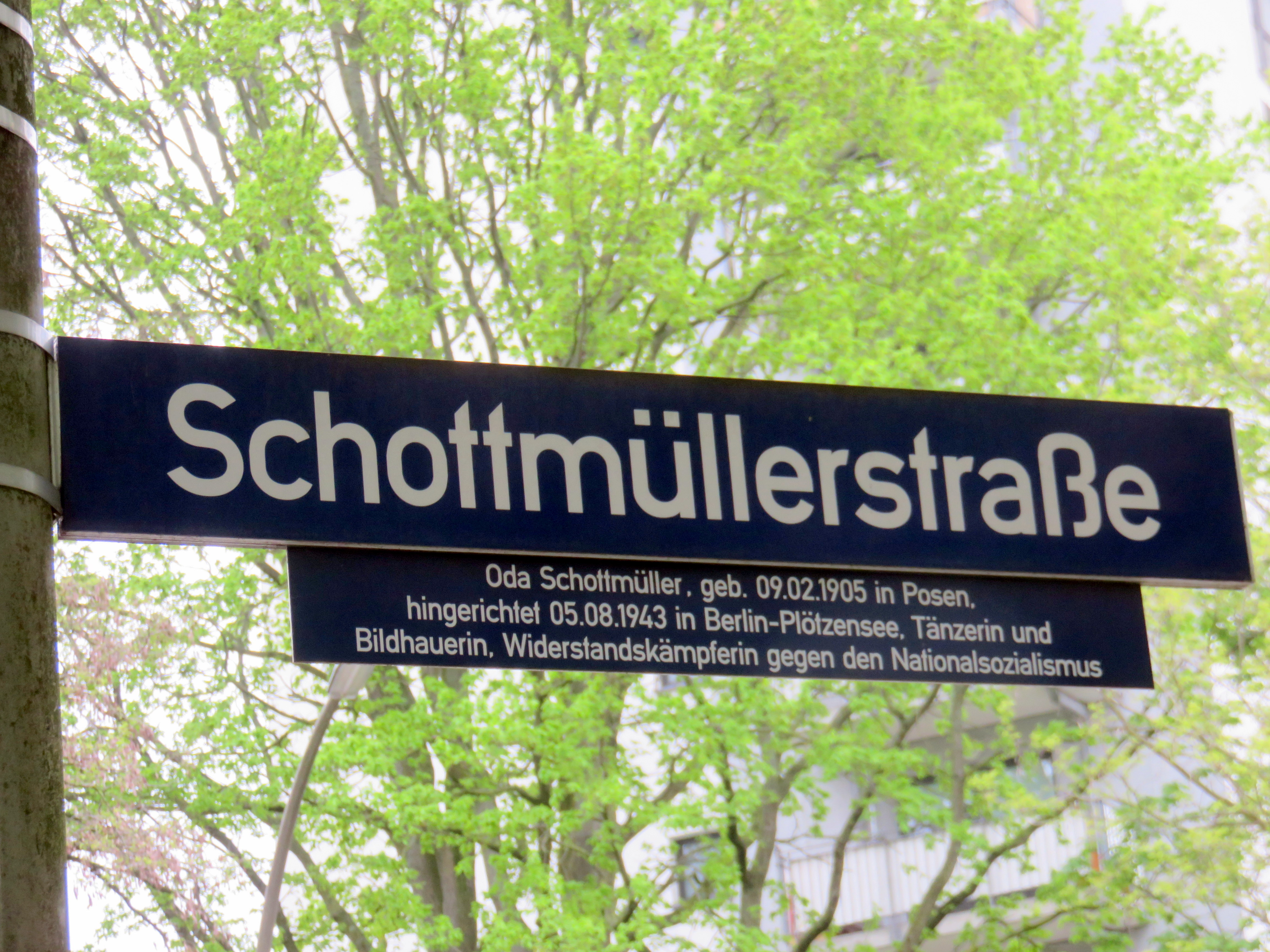
Rue Schottmüller à Hambourg.

À la fin de l'été 1942, la Gestapo arrête plus de 120 personnes et les relie au réseau de résistance qu'elle appelle Orchestre rouge.
Le 16 septembre 1942, Oda Schottmüller est arrêtée dans son atelier et envoyée dans une cellule de détention de la prison d'Alexanderplatz. Elle est accusée d'avoir mis son studio à disposition de Moscou pour des émissions radio, ce qu'elle nie et ne sera jamais prouvé,. Elle déclare ne pas connaître la moitié des personnes avec lesquelles elle est accusée d'avoir conspiré et ne pas avoir connaissance des activités politiques des autres. Il n'y a pas de certitude sur sa participation ou non à des activités contre le régime mais elle a, avec certitude, fréquenté des personnes actives dans la résistance allemande.
En janvier 1943, elle est condamnée à mort par le Reichskriegsgericht "pour avoir aidé et encouragé une entreprise de trahison". En raison du nombre d'exécutions en cours, Oda Schottmüller doit passer deux mois à l'isolement. En mars 1943, elle est envoyée à la prison de Plötzensee, pendant six semaines puis à la prison pour femmes de la Barnimstrasse. Pendant son séjour dans la prison pour femmes, elle demande à Hitler une grâce qui est rejetée le 21 juillet 1943. Elle écrit : « Je n'ai pas peur de la mort ou quoi que ce soit du genre, je suis juste un peu désolée pour ma curiosité. J'aurais aimé savoir comment tout cela va se passer... Je ne regrette rien de ce que j'ai fait. Je le referais si je devais choisir. ». Le 5 août 1943, Oda Schottmüller est exécutée par guillotine dans la prison de Plötzensee avec 15 autres membres de l'Orchestre rouge. Les corps sont remis au service d'anatomie de l'hôpital la Charité. Il n'y a pas de tombes,,.
« Je mourrai la conscience tranquille. Nos juges peuvent-ils dire en dire autant ? ».
Après la guerre, le procureur principal de son procès, Manfred Roeder invoque son "devoir de servir". Il est acquitté par ses collègues juges, travaille ensuite comme avocat et touche sa pension à partir de 1963.
Les dossiers de police de l'arrestation d'Oda Schottmüller n'ont pas survécu. Les seuls documents disponibles sont les lettres qu'elle a envoyées de prison mais elles ne décrivent sans doute pas toute la vérité. Dans une lettre à son père, elle déclare : "J'étais tellement contente de ma stupidité + de mon ignorance des choses politiques. . . Je ne suis absolument pas au courant de ces choses."
La famille d'Oda Schottmüller fait don aux Archives de la danse, à Berlin, des documents ou objets qui n'ont pas été perdus, détruits ou volés.

## Hommage et reconnaissance
En 1946 a lieu la première exposition d'art après la guerre, organisée par des militants anti fascistes et les alliés et consacrée à des artistes empêchés d'exercer par les nazis. Deux petites expositions sont parallèlement consacrées à Oda Schottmüller et Kurt Schumacher,.
Des articles sont publiés dans plusieurs revues sur Oda Schottmüller dans les années 1947-1948, mais il faudra attendre 1969 pour quelle obtienne, à titre posthume l'Ordre de l’Étoile rouge, avec la motivation suivante : « Après l'établissement de la dictature fasciste en Allemagne, elle est entrée en contact avec Kurt Schumacher et, par son intermédiaire, avec l'organisation de résistance antifasciste Schulze-Boysen/Harnack. Elle a participé activement à la production et à la diffusion d'écrits illégaux et à des soirées-débats. En 1941/42, en raison de ses convictions politiques, elle met son appartement à la disposition des communications radio des clients de la Sûreté d'État soviétique, Harro Schulze-Boysen et Hans Coppi. Elle savait que Hans Copi essayait de contacter les organes soviétiques pour transmettre des informations précieuses. »,.
Dans les années 1970, la République démocratique allemande donne le nom d'Oda Schottmüller à une crèche à Berlin. Une plaque commémorative est apposée dans le foyer de la Volksbühne à Berlin en 1979.
Geertje Andresen, ancien chercheur associé au Mémorial de la Résistance allemande, collabore avec les Archives de la danse de Cologne (de) pour mener une analyse des archives d'Oda Schottmüller. Une exposition est présentée en collaboration avec Hans Coppi le 16 novembre 2006 au Centre Mémorial de la Résistance allemande.
Depuis novembre 2014, la rue Schottmüller à Eppendorf ne désigne plus le docteur Hugo Schottmüller mais la résistante Oda Schottmüller,.
Le 23 septembre 2016, un Stolperstein pour Oda Schottmüller est posé devant le 106 Reichsstraße à Charlottenburg. Le 25 août 2019, une pierre commémorative est inaugurée au cimetière Saint-Matthieu de Schöneberg à Berlin.
Une plaque commémorative est placée sur la maison de la Puschkinallee 51 à Berlin, où se trouve une garderie municipale portant le nom d'Oda Schottmüller.
Parmi les œuvres préservées d'Oda Schottmüller, Mädchenakt mit Tuch, plâtre de 1931, se trouve à la Galerie nationale à Berlin et Die Kauernde, plâtre, 1940, au Musée historique allemand.
Dans le film de 1971, KLK an PTX – Die Rote Kapelle (de) de Horst E. Brandt, le personnage d'Oda Schottmüller est interprété par Katharina Lind et dans la série télévisée, Die erste Reihe de Peter Vogel, c'est Jutta Deuschland qui l'incarne.
En 1995, Sven Stag réalise le film documentaire Engel der Empörung, en souvenir d'Oda Schottmüller.
En 2021, le musée Georg Kolbe présente l'exposition Der absolute Tanz sur le mouvement de la danse expressive et le lien entre danse et sculpture. L'exposition se concentre sur douze danseuses berlinoises de la République de Weimar : Charlotte Bara, Tatjana Barbakoff, Claire Bauroff, Anita Berber, Olga Desmond, Hertha Feist, Valeska Gert, Jo Mihaly, Celly de Rheidt, Oda Schottmuller, Vera Skoronel et Berthe Trumpy.